# Arn Anderson
Martin "Marty" Lunde (20 de septiembre del 1958-), más conocido bajo el nombre de Arn Anderson, es un luchador profesional estadounidense retirado, quien actualmente trabaja para WWE. Su carrera es conocida por sus alianzas con Ric Flair y varios miembros del grupo de elite, "The Four Horsemen" y ser inducido al WWE Hall of Fame en el 2012 siendo reconocido dentro del grupo de grandes luchadores.

## Carrera

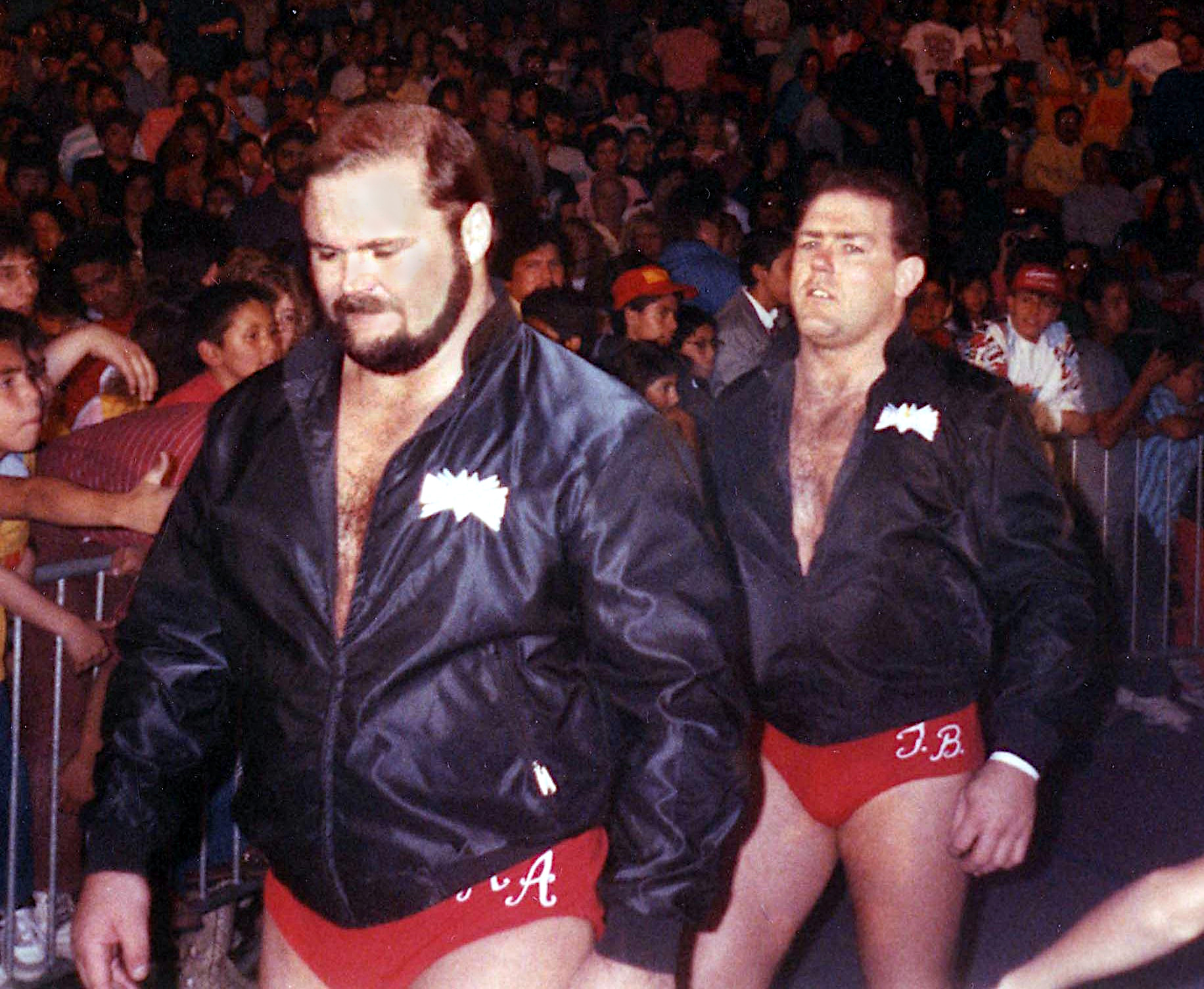
Equipo de lucha libre profesional formado por los Brain Busters (Arn Anderson y Tully Blanchard), miembros clave de los Four Horsemen.

### National Wrestling Alliance (1983-1987)
Conocido como "Double-A" o "The Enforcer", Anderson es considerado como uno de los mejores luchadores en equipo de todos los tiempos. Tuvo el NWA Tag Team Championship dos veces con diferentes compañeros en la Southeast Championship Wrestling, en 1983 y 1984. En 1985, Arn Anderson dejó Georgia y formó una nueva versión del Minnesota Wrecking Crew con Ole Anderson, y ganó el NWA National Tag Team Championship; Arn además ganó el NWA Television Championship en 1986, mientras también poseía el NWA National Tag Team Championship; los campeonatos en parejas fueron abandonados después de que Dusty Rhodes y Road Warrior Animal lesionaran a Ole Anderson. Fue miembro fundador del equipo The Four Horsemen con Tully Blanchard, Ole Anderson, James J. Dillon y Ric Flair en la NWA, el cual fue uno de los equipos más importantes de la historia. Sin embargo, su amistad con Ole Anderson se quebró después de su derrota frente a "Rock and Roll Express" en Starrcade 1986, y Ole tomó vacaciones por dos meses. Después de atacar a Ole Anderson en febrero de 1987, Arn Anderson se unió con Tully Blanchard y ganaron el NWA Tag Team Championsship. 

### World Wrestling Federation (1988-1989)
En octubre de 1988, Anderson y Blanchard firmaron para la World Wrestling Federation siendo conocidos como The Brain Busters, y tomaron a Bobby Heenan como su mánager, y ganaron los Campeonatos en Parejas de la WWF en 1989. 
Trabajando para la World Wrestling Federaton, Arn Anderson sufrió una casi fatal lesión mientras se enfrentada a The Rockers en octubre de 1989.

### World Championship Wrestling (1989-2000)
Después de trabajar con la World Wrestling Federation, Anderson volvió a la WCW en diciembre de 1989, y reformó a The Four Horsemen; Anderson mantuvo relaciones con la WCW hasta su retiro oficial, el 27 de agosto de 1997, en WCW Monday Nitro. Fue miembro de la Dangerous Alliance, Old Age Outlaws y se enfrentó a nWo en la WCW. Además en la WCW formó el equipo de los Enforcers con Larry Zbyszko.
Junto con su característico "DDT", Anderson utilizó un particular tipo de maniobras, destacando su poderoso zurdazo y su "Spinebuster".
Anderson se retiró en 1997 debido a muchas lesiones en su cuello y espalda.

### World Wrestling Federation/ Entertainment / WWE (2000-2019)
Arn ha aparecido en numerosas ocasiones en televisión, pero siempre ha tratado, con ayuda de la WWE, de mantener un bajo perfil. Poco tiempo después de la WCW/ECW Invasion, Anderson fue comentarista en una lucha entre Booker T and Buff Bagwell, la que fue su única aparición como comentarista en la WWE. También apareció en RAW el 2002, presentando un video sobre la boda entre Triple H y Stephanie McMahon. Además fue atacado por The Undertaker, causando la lucha entre The Undertaker y Ric Flair en WrestleMania X8. En WrestleMania X8, intervino en la lucha entre Ric Flair y The Undertaker, aplicando su spinebuster al Undertaker. Varios meses después intentó ayudar a Flair a ganar el poder de la WWE en una lucha con Vince McMahon, pero fue atacado por Brock Lesnar, quien acudió a defender a McMahon.
Anderson marcó una aparición especial en octubre del 2006, en la RAW Family Reunion, en donde fue mánager de Ric Flair en su lucha frente a Mitch de los Spirit Squad.
Arn fue mánager de Ric Flair, Sgt. Slaughter, Dusty Rhodes y Ron Simmons en Survivor Series 2006, donde los cuatro se enfrentaron a The Spirit Squad. Sin embargo, fue expulsado del ring durante la lucha.
Durante el 2007 ayudó a Candice Michelle a mejorar su modo de luchar. Luego de eso hizo varias apariciones esporádicas, como la parodia del Shockmaster que Santino Marella hizo en la edición del 31 de agosto del 2009 de Raw. Allí, se reveló que Anderson era (kayfabe) hermano de Ole Anderson, quien ponía la voz de Shockmaster; así mismo, Arn apareció poniendo la voz de Marella. En Monday Night Raw del 9 de enero se dio a conocer que sería parte de Class WWE Hall of Fame 2012 junto a los otros miembros (Excluyendo a Ole Anderson) de The Four Horsemen, poco tiempo después trabajaría bajo el rol de productor para la marca Raw.
En febrero de 2019 fue despedido de la WWE después de rumores que apuntan a que dejó luchar a Alicia Fox bajo los efectos del alcohol, poco después lo desmentiria diciendo que él decidió no renovar por la baja disponibilidad de tiempo por los horarios que la empresa daba.

### All Elite Wrestling (2019-2023)
El 31 de agosto de 2019, Anderson hizo una aparición sorpresa en el evento de pago por evento All Elite Wrestling (AEW), All Out, ayudando a Cody en su lucha contra Shawn Spears golpeando a Spears con un spinebuster. El 6 de noviembre de 2019, Anderson fue un comentarista invitado en AEW Dark.
El 30 de diciembre de 2019, AEW anunció que Arn Anderson había firmado un contrato con la compañía como asesor personal y entrenador en jefe de Cody.

## Campeonatos y logros
- Georgia Championship Wrestling
  - NWA National Tag Team Championship (1 vez) - con Ole Anderson

- Mid-Atlantic Championship Wrestling
  - NWA World Tag Team Championship (Mid-Atlantic version) (2 veces) - con Tully Blanchard
  - NWA World Television Championship (1 vez)

- Southeastern Championship Wrestling
  - NWA Southeast Tag Team Championship (4 veces) - con Jerry Stubbs (3) y Pat Rose (1)

- World Championship Wrestling
  - NWA World Tag Team Championship (1 vez) - con Paul Roma
  - NWA World Television Championship (2 veces) (Último Campeón)
  - WCW World Tag Team Championship (3 veces) - con Larry Zbyszko (1), Bobby Eaton (1), y Paul Roma (1)
  - WCW World Television Championship (2 veces) (Primer Campeón)

- World Wrestling Federation / WWE
  - WWF World Tag Team Championship (1 vez) - con Tully Blanchard
  - WWE Hall of Fame (2012 por ser miembro de The Four Horsemen.)

- Pro Wrestling Illustrated
  - Equipo del año (1989) con Tully Blanchard (The Brain Busters)[4]
  - Equipo del año (1991) con Larry Zbyszko (The Enforcers)[5]
  - PWI Feudo del Año en 1987 - con Four Horsemen vs. The Super Powers y The Road Warriors.
  - PWI Editor's Award en 1997

- Wrestling Observer Newsletter
  - Mejor Entrevistador en 1990

## Libros
- Autobiografía: Arn Anderson 4 Ever: A Look Behind the Curtain.